# Campeonato Sudamericano de Voleibol Femenino Sub-21 de 2024
El Campeonato Sudamericano de Voleibol Femenino Sub-21 de 2024 fue la XXVI edición del torneo de selecciones femeninas de voleibol categoría sub-21 pertenecientes a la Confederación Sudamericana de Voleibol (CSV). Se llevó a cabo del 25 al 29 de septiembre de 2024 en la ciudad de Osorno, Chile,y otorgó tres plazas para el mundial 2025 de la misma categoría. Todos los encuentros se llevaron a cabo en el Gimnasio Monumental María Gallardo.
El campeón defensor fue la selección de Brasil tras haber derrotado a su par de Argentina en la edición 2022 del torneo. Tras vencer a su par de Argentina en tie-break en la final, el equipo brasilero repitió su consagración en el torneo.

## Equipos participantes
- Argentina
- Perú
- Chile
- Brasil
- Colombia
- Bolivia

## Grupos
| Grupo A  | Grupo B   |
| -------- | --------- |
| Brasil   | Argentina |
| Colombia | Chile     |
| Perú     | Bolivia   |

## Resultados
- Las horas indicadas corresponden al huso horario del Perú: UTC-5.

### Fase de grupos
– Clasificados a las semifinales.      – Eliminados.

#### Grupo A
| Pos. | Equipo   | Partidos | Partidos | Partidos | Pts. | Sets | Sets | Sets  | Puntos | Puntos | Puntos |
| Pos. | Equipo   | PJ       | PG       | PP       | Pts. | SG   | SP   | Ratio | PG     | PP     | Ratio  |
| ---- | -------- | -------- | -------- | -------- | ---- | ---- | ---- | ----- | ------ | ------ | ------ |
| 1    | Brasil   | 2        | 2        | 0        | 10   | 6    | 0    | MAX   | 150    | 90     | 1.666  |
| 2    | Colombia | 2        | 1        | 1        | 5    | 3    | 3    | 1     | 122    | 151    | 0.807  |
| 3    | Perú     | 2        | 0        | 2        | 0    | 0    | 6    | 0     | 126    | 157    | 0.802  |

| Fecha            | Hora  | Equipo 1 | Res.  | Equipo 2 | Set 1 | Set 2 | Set 3 | Set 4 | Set 5 | Total   | Reporte |
| ---------------- | ----- | -------- | ----- | -------- | ----- | ----- | ----- | ----- | ----- | ------- | ------- |
| 25 de septiembre | 18:00 | Brasil   | 3 – 0 | Colombia | 25-16 | 25-13 | 25-11 |       |       | 75 – 40 | CSV     |
| 26 de septiembre | 18:00 | Perú     | 0 – 3 | Colombia | 26-28 | 25-27 | 25-27 |       |       | 76 – 82 | CSV     |
| 27 de septiembre | 18:00 | Brasil   | 3 – 0 | Perú     | 25-18 | 25-12 | 25-20 |       |       | 75 – 50 | CSV     |

#### Grupo B
| Pos. | Equipo    | Partidos | Partidos | Partidos | Pts. | Sets | Sets | Sets  | Puntos | Puntos | Puntos |
| Pos. | Equipo    | PJ       | PG       | PP       | Pts. | SG   | SP   | Ratio | PG     | PP     | Ratio  |
| ---- | --------- | -------- | -------- | -------- | ---- | ---- | ---- | ----- | ------ | ------ | ------ |
| 1    | Argentina | 2        | 2        | 0        | 10   | 6    | 0    | MAX   | 150    | 101    | 1.485  |
| 2    | Chile     | 2        | 1        | 1        | 5    | 3    | 3    | 1     | 135    | 117    | 1.153  |
| 3    | Bolivia   | 2        | 0        | 2        | 0    | 0    | 6    | 0     | 102    | 150    | 0.680  |

| Fecha            | Hora  | Equipo 1 | Res.  | Equipo 2  | Set 1 | Set 2 | Set 3 | Set 4 | Set 5 | Total   | Reporte |
| ---------------- | ----- | -------- | ----- | --------- | ----- | ----- | ----- | ----- | ----- | ------- | ------- |
| 25 de septiembre | 20:00 | Chile    | 0 – 3 | Argentina | 17-25 | 20-25 | 23-25 |       |       | 60 – 75 | CSV     |
| 26 de septiembre | 20:00 | Bolivia  | 0 – 3 | Argentina | 11-25 | 14-25 | 16-25 |       |       | 41 – 75 | CSV     |
| 27 de septiembre | 20:00 | Chile    | 3 – 0 | Bolivia   | 25-11 | 25-13 | 25-18 |       |       | 75 – 42 | CSV     |

### Fase final

#### Partido por el 5.° puesto
| 28 de septiembre de 2024, 16:00 | Perú | 3 – 0                           | Bolivia | Gimnasio Monumental María Gallardo, Osorno, Chile |  |
|                                 |      | ( 25-19, 25-16, 25-13 ) Reporte |         |                                                   |  |

#### Semifinales
| 28 de septiembre de 2024, 18:00 | Argentina | 3 – 0                           | Colombia | Gimnasio Monumental María Gallardo, Osorno, Chile |  |
|                                 |           | ( 25-10, 25-13, 25-11 ) Reporte |          |                                                   |  |

| 28 de septiembre de 2024, 20:00 | Chile | 0 – 3                           | Brasil | Gimnasio Monumental María Gallardo, Osorno, Chile |  |
|                                 |       | ( 10-25, 10-25, 21-25 ) Reporte |        |                                                   |  |

#### Partido por el 3.° puesto
| 29 de septiembre de 2024, 9:00 | Colombia | 0 – 3                           | Chile | Gimnasio Monumental María Gallardo, Osorno, Chile |  |
|                                |          | ( 15-25, 19-25, 18-25 ) Reporte |       |                                                   |  |

#### Final
| 29 de septiembre de 2024, 11:00 | Brasil | 3 – 2                                        | Argentina | Gimnasio Monumental María Gallardo, Osorno, Chile |  |
|                                 |        | ( 25-10, 24-26, 19-25, 25-21, 15-8 ) Reporte |           |                                                   |  |

## Clasificación general
| Pos.              | Selección |
| ----------------- | --------- |
| Medalla de oro    | Brasil    |
| Medalla de plata  | Argentina |
| Medalla de bronce | Chile     |
| 4                 | Colombia  |
| 5                 | Perú      |
| 6                 | Bolivia   |

## Clasificados al Campeonato Mundial Sub-21 2025
| Bandera de Brasil | Bandera de Argentina | Bandera de Chile |
| Brasil            | Argentina            | Chile            |
| ----------------- | -------------------- | ---------------- |

## Distinciones individuales
Al culminar la competición la organización del torneo entregó los siguientes premios individuales:
- Jugadora más valiosa (MVP)

 Rebeca
- Mejor opuesta

 Martina Bednarek
- Mejores centrales

 Luana Kuskowski
 Micaela Cabrera
- Mejores receptoras

 Dominga Aylwin
 Milena Margaría
- Mejor Armadora

 Amanda Torres
- Mejor líbero

 Sofia Will